# Сине
Сине (фр. Cinais) је насељено место у Француској у региону Центар, у департману Ендр и Лоара.
По подацима из 2011. године у општини је живело 444 становника, а густина насељености је износила 50,63 становника/km².

## Демографија
| 1962. | 1968. | 1975. | 1982. | 1990. | 2011. |
| ----- | ----- | ----- | ----- | ----- | ----- |
| 337   | 315   | 292   | 405   | 430   | 444   |